# Elysia
Elysia Risso, 1818 è un genere di molluschi sacoglossi della famiglia Plakobranchidae.

## Tassonomia
Comprende le seguenti specie:
- Elysia abei Baba, 1955
- Elysia amakusana Baba, 1955
- Elysia amuravela Ortea, 2017
- Elysia annedupontae Ortea, Caballer, Moro & Espinosa, 2005
- Elysia arena Carlson & Hoff, 1978
- Elysia asbecki Wägele, Stemmer, Burghardt & Händeler, 2010
- Elysia atroviridis Baba, 1955
- Elysia australis (Quoy & Gaimard, 1832)
- Elysia babai Pruvot-Fol, 1946
- Elysia bangtawaensis Swennen, 1998
- Elysia bella (Pease, 1860)
- Elysia bengalensis Swennen, 2011
- Elysia bennettae T. E. Thompson, 1973
- Elysia brycei (K. R. Jensen & Wells, 1990)
- Elysia buonoi Krug, Vendetti & Valdés, 2016
- Elysia canguzua Er. Marcus, 1955
- Elysia catulus (Gould, 1870)
- Elysia cauze Er. Marcus, 1957
- Elysia chavelavargas Ortea, 2017
- Elysia chilkensis Eliot, 1916
- Elysia chlorotica Gould, 1870
- Elysia christinae Krug, Vendetti & Valdés, 2016
- Elysia coodgeensis Angas, 1864
- Elysia cornigera Nuttall, 1989
- Elysia crispata Mörch, 1863
- Elysia deborahae Ortea, Caballer, Moro & Espinosa, 2005
- Elysia degeneri Ostergaard, 1955
- Elysia delcarmen Ortea, 2017
- Elysia diomedea (Bergh, 1894)
- Elysia ellenae Ortea, Espinosa & Caballer, 2013
- Elysia entredosaguas Ortea & Bacallado, 2014
- Elysia evelinae Er. Marcus, 1957
- Elysia expansa (O'Donoghue, 1924)
- Elysia faustula Bergh, 1871
- Elysia filicauda K. R. Jensen & Wells, 1990
- Elysia flava Verrill, 1901
- Elysia flavipunctata Ichikawa, 1993
- Elysia flavomacula K. R. Jensen, 1990
- Elysia frankenstein Ortea, 2018
- Elysia furvacauda Burn, 1958
- Elysia grandifolia Kelaart, 1858
- Elysia grandis Bergh, 1872
- Elysia haingsisiana Bergh, 1905
- Elysia hamatanii Baba, 1957
- Elysia hedgpethi Er. Marcus, 1961
- Elysia hendersoni Eliot, 1899
- Elysia hetta Perrone, 1990
- Elysia hirasei Baba, 1955
- Elysia japonica Eliot, 1913
- Elysia jaramilloi Ortea, Moro & Bacallado, 2017
- Elysia jibacoaensis Ortea, Moro, Caballer & Espinosa, 2011
- Elysia kushimotoensis Baba, 1957
- Elysia leucolegnote K. R. Jensen, 1990
- Elysia lobata Gould, 1852
- Elysia macnaei Marcus, 1982
- Elysia manriquei Ortea & Moro, 2009
- Elysia maoria Powell, 1937
- Elysia marcusi (Ev. Marcus, 1972)
- Elysia margaritae Fez, 1962
- Elysia marginata (Pease, 1871)
- Elysia mercieri (Pruvot-Fol, 1930)
- Elysia minima Ichikawa, 1993
- Elysia nealae Ostergaard, 1955
- Elysia nigrocapitata Baba, 1957
- Elysia nigropunctata (Pease, 1871)
- Elysia nisbeti T. E. Thompson, 1977
- Elysia obtusa Baba, 1938
- Elysia oerstedii Mörch, 1859
- Elysia orientalis Ortea, Moro, Caballer & Espinosa, 2011
- Elysia ornata (Swainson, 1840)
- Elysia papillosa A. E. Verrill, 1901
- Elysia patagonica Munian & Ortea, 1997
- Elysia patina Ev. Marcus, 1980
- Elysia pawliki Krug, Vendetti & Valdés, 2016
- Elysia pilosa Risbec, 1928
- Elysia pratensis Ortea & Espinosa, 1996
- Elysia punctata Kelaart, 1858
- Elysia pusilla (Bergh, 1871)
- Elysia rubeni Martín-Hervás, Carmona, K.R. Jensen, Licchelli, Vitale & Cervera, 2019
- Elysia rufescens (Pease, 1871)
- Elysia sanfermin Ortea, 2017
- Elysia serca Er. Marcus, 1955
- Elysia siamensis Swennen, 1998
- Elysia singaporensis Swennen, 2011
- Elysia slimora Er. Marcus & Ev. Marcus, 1966
- Elysia stylifera (K. R. Jensen, 1997)
- Elysia subornata A. E. Verrill, 1901
- Elysia sugashimae Baba, 1955
- Elysia thompsoni K. R. Jensen, 1993
- Elysia timida (Risso, 1818)
- Elysia tokarensis Baba, 1957
- Elysia tomentosa K. R. Jensen, 1997
- Elysia translucens Pruvot-Fol, 1957
- Elysia trilobata Heller & T. E. Thompson, 1983
- Elysia trisinuata Baba, 1949
- Elysia velutinus Pruvot-Fol, 1947
- Elysia verrucosa K. R. Jensen, 1985
- Elysia viridis (Montagu, 1804)
- Elysia vreelandae Ev. Marcus & Er. Marcus, 1970
- Elysia yaeyamana Baba, 1936
- Elysia zuleicae Ortea & Espinosa, 2002